# Ciclo Miller
El ciclo Miller es una variación del ciclo Otto en la que se utiliza un cilindro más grande de lo habitual, se aumenta la relación de compresión mediante un compresor mecánico y se cambian los momentos de apertura y cierre de las válvulas de escape. Otra modificación es la utilización de un intercooler en la admisión. Se trata de un proceso de combustión usado en motores de cuatro tiempos de  combustión interna. Fue patentado por el ingeniero estadounidense Ralph Miller en 1957.
Este tipo de motor fue usado por primera vez en embarcaciones y en plantas de energía, pero fue adaptado por Mazda para su motor KJ-ZEM V6, usado en el sedán Millenia. Recientemente, Subaru combinó el ciclo Miller en una disposición horizontal de 4 cilindros para un motor híbrido "Turbo Parallel Hybrid", para su automóvil B5-TPH.
Tradicionalmente el motor de ciclo Otto usa cuatro tiempos (cuatro carreras de pistón para completar un ciclo), de los que existen dos con alta potencia: alto consumo de potencia en la compresión, y alta producción de potencia en la explosión. Gran parte de la pérdida interna de potencia en un motor se debe a la energía requerida para efectuar la compresión de la mezcla de combustible en el tiempo de compresión, por lo que sistemas que puedan reducir este consumo de energía pueden otorgar una mayor eficiencia.

## Diferencias con el ciclo Otto
En el ciclo Miller, la válvula de admisión se mantiene más tiempo abierta que en un motor de ciclo Otto. El tiempo de compresión está dividido en dos etapas:
- 1.ª parte: cuando la válvula de admisión continúa abierta mientras el pistón ya está subiendo debido a un retraso  al cierre de admisión mayor que en el ciclo Otto convencional.

- 2.ª parte: cuando la válvula de admisión se cierra con aproximadamente un tercio de la carrera ascendente del pistón ya recorrida y se produce la compresión efectiva. Esta compresión dividida crea un llamado quinto tiempo, que es el reflujo de parte de la mezcla del cilindro al colector de admisión.

Esta pérdida de carga de aire podría provocar una pérdida de potencia. Sin embargo, en el ciclo Miller el cilindro es sobrealimentado por una carga de aire proveniente de un compresor volumétrico tipo tornillo o Roots, con el que se empuja aire al colector de admisión. El compresor tradicionalmente se utilizaría para producir empuje a velocidades relativamente bajas del motor; sin embargo, disminuye el par disponible a bajas revoluciones del motor, puesto que le roba potencia mecánica al cigüeñal para ser arrastrado.
Un aspecto clave del ciclo Miller es que el tiempo de compresión comienza solo después de que el pistón ha eliminado su carga "extra" y la válvula de admisión se cierra. La apertura dura aproximadamente el 20 % o 30 % del transcurso inicial del tiempo de compresión. De esta forma, la compresión real sucede aproximadamente en un 70 % a 80 % del tiempo total de compresión, después de la apertura. El pistón consigue los mismos niveles de compresión de un motor de ciclo Otto, pero con menos trabajo, ya que una parte de la compresión total se ha logrado mediante el compresor volumétrico.

## Equilibrio en la eficiencia
El ciclo Miller aumenta su potencia en la medida en que el compresor volumétrico pueda comprimir la mezcla empleando menos energía que la requerida por el pistón para hacer el mismo trabajo.
De la compresión total de la mezcla en la culata cuando el pistón está en punto muerto superior, El compresor volumétrico es más eficiente generando baja compresión de la mezcla en el colector de admisión (algo parecido a la precompresión en el cárter generada en un motor de dos tiempos). El pistón es usado para generar los niveles más altos de compresión, donde resulta más efectivo que el compresor volumétrico.
Así, en el ciclo Miller la compresión total resulta de la PREcompresión efectuada por el compresor volumétrico para la masa de aire que entra al cilindro, sumada a la segunda compresión que efectúa el pistón en el interior del cilindro, logrando así que la fuerza que el pistón debe ejercer para lograr la compresión total de la mezcla en la culata sea menor que en un motor de ciclo Otto que trabaje a la misma presión. El equilibrio en la eficiencia depende de la cantidad de energía que consuma el compresor volumétrico y del aumento del rendimiento termodinámico logrado en el interior del cilindro. En total, el arrastre del compresor reduce la potencia útil del motor entre un 10 % y un 15 %. Para optimizar este ciclo térmodinámico, la producción exitosa de motores ha requerido del uso de colectores de admisión variables, sistemas mixtos de precompresión, (turbo - compresor volumétrico) distribuciones adaptativas para poder regular el retraso al cierre de admisión en función de las necesidades de potencia y rendimiento en cada momento (variable valve timing). Lo cual ha encarecido considerablemente la producción masiva de motores que utilicen este ciclo. Sale más rentable, por un lado, el ciclo Atkinson (se trata del mismo ciclo termodinámico; pero sin precompresión en el colector de admisión, donde prima el rendimiento a regímenes medios sobre la potencia del motor) y, de otro, los motores Otto con inyección directa de gasolina, ya sea estratificada u homogénea, (Sistemas GDI de Mitsubishi motors, HPI de PSA Peugeot-Citroën, FSI y TSI de VAG Volkswagen-Audi).

## Eficiencia total del ciclo de encendido

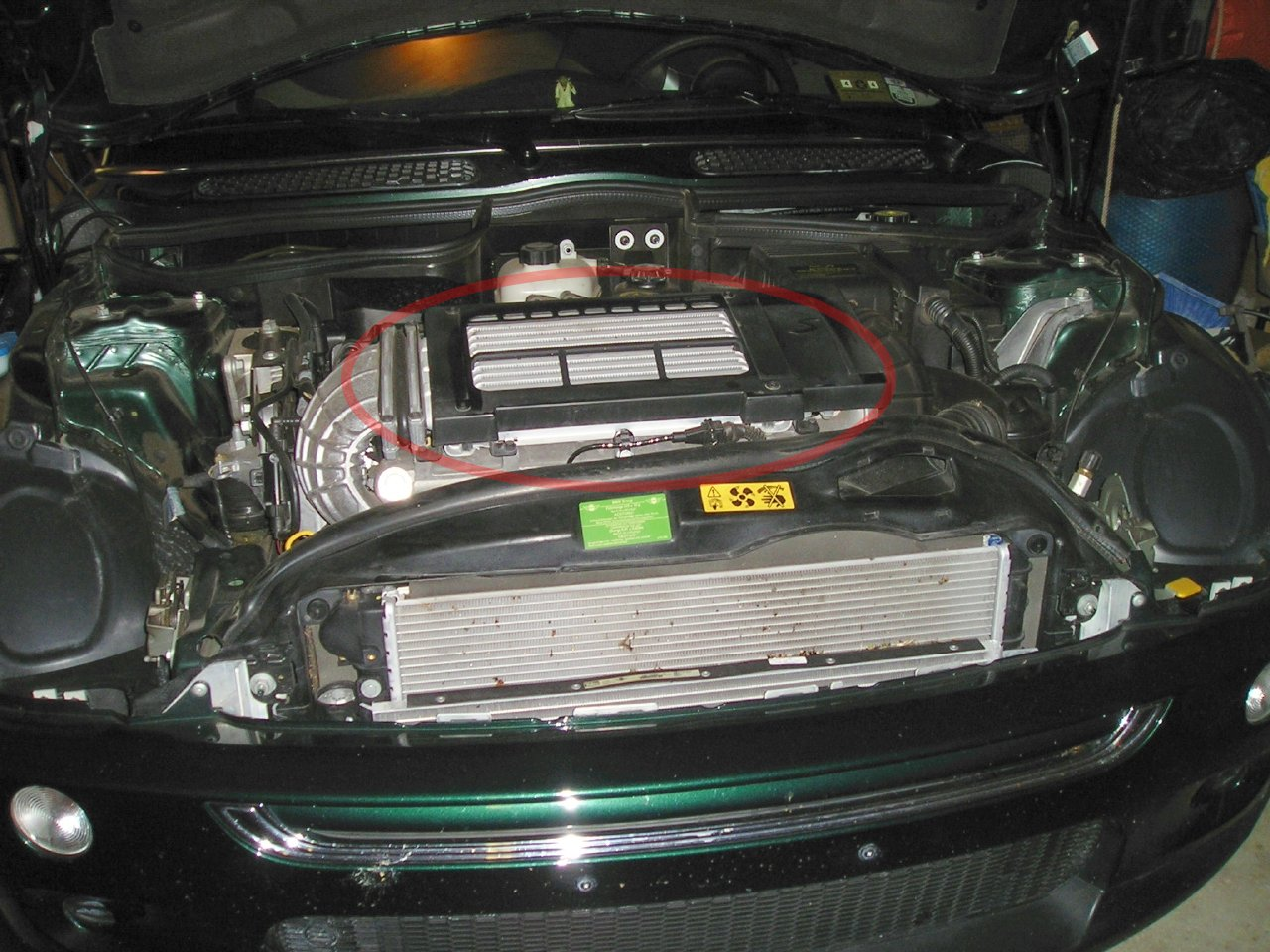
Intercooler en la admisión.

Sobre un motor típico de encendido por chispa (ciclo Otto) el ciclo Miller proporciona un beneficio adicional. El aire de admisión primero es comprimido por el compresor volumétrico, y luego enfriado por un intercooler. Esta temperatura de entrada de aire en el interior del cilindro más baja, junto con la mayor densidad del aire debida a la PREcompresión en el colector de admisión, hace que la temperatura que alcanza la mezcla al final de la carrera de compresión sea considerablemente más baja. Esto da margen al punto de encendido para que salte la chispa sin que llegue a detonar la mezcla o a autoencenderse antes de tiempo, incrementando la eficiencia total del ciclo termodinámico Miller.
La eficiencia es incrementada al elevar la compresión del motor. En un motor de gasolina común, la relación de compresión varía entre 6,5:1 a 10:1 en automóviles, y se limita a estas cifras, ya que altos niveles producirían autoencendido de la mezcla que se comprime por efecto del incremento de la temperatura del gas cuando es comprimido, lo cual en motores de alta compresión se evita usando gasolina de alto octanaje. El tiempo de compresión reducido del ciclo Miller permite que sea posible una compresión total más elevada, obteniendo más rendimiento sin llegar al empleo de gasolinas especiales.
Sin embargo, los beneficios de la utilización de compresores volumétricos tiene su costo. Entre un 15 % y un 20 % de la energía generada por un motor sobrealimentado mecánicamente es usualmente requerida para hacer trabajar el propio compresor volumétrico.
En consecuencia, la eficiencia total del motor resulta de un delicado equilibrio, en el que la energía mecánica consumida por el compresor volumétrico para funcionar no sea mayor que el aumento de rendimiento dentro del motor.